# Innan himlen faller
Innan himlen faller är ett musikalbum från 1993 av den svenska popgruppen Torpederna. Skivnumret är Amigo AMCD 2027.

## Låtlista
1. Supernova
2. Kom hit
3. Jesus i Södertälje
4. Måndag morgon
5. Låt hela himlen falla ner
6. Lögner
7. Fäll inga tårar
8. Semester
9. Las Vegas
10. Nu är jag här
11. Josefin
12. TV-shop